# 墨西拿海峡

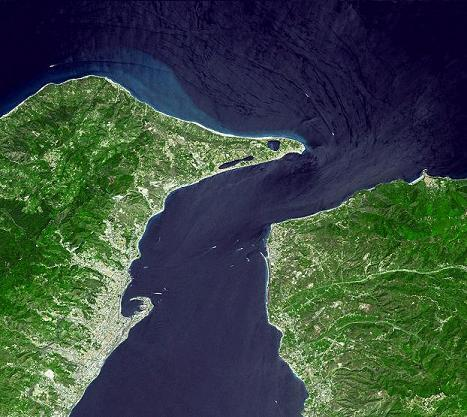
墨西拿海峡的卫星照片，2002年6月，NASA

墨西拿海峡（義大利語：Stretto di Messina）是意大利西西里岛和卡拉布里亚之间的海峡。它连接了伊奥尼亚海和第勒尼安海，长度32公里，宽度3至8公里。位于西西里东北部的墨西拿是海峡上最重要的港口。

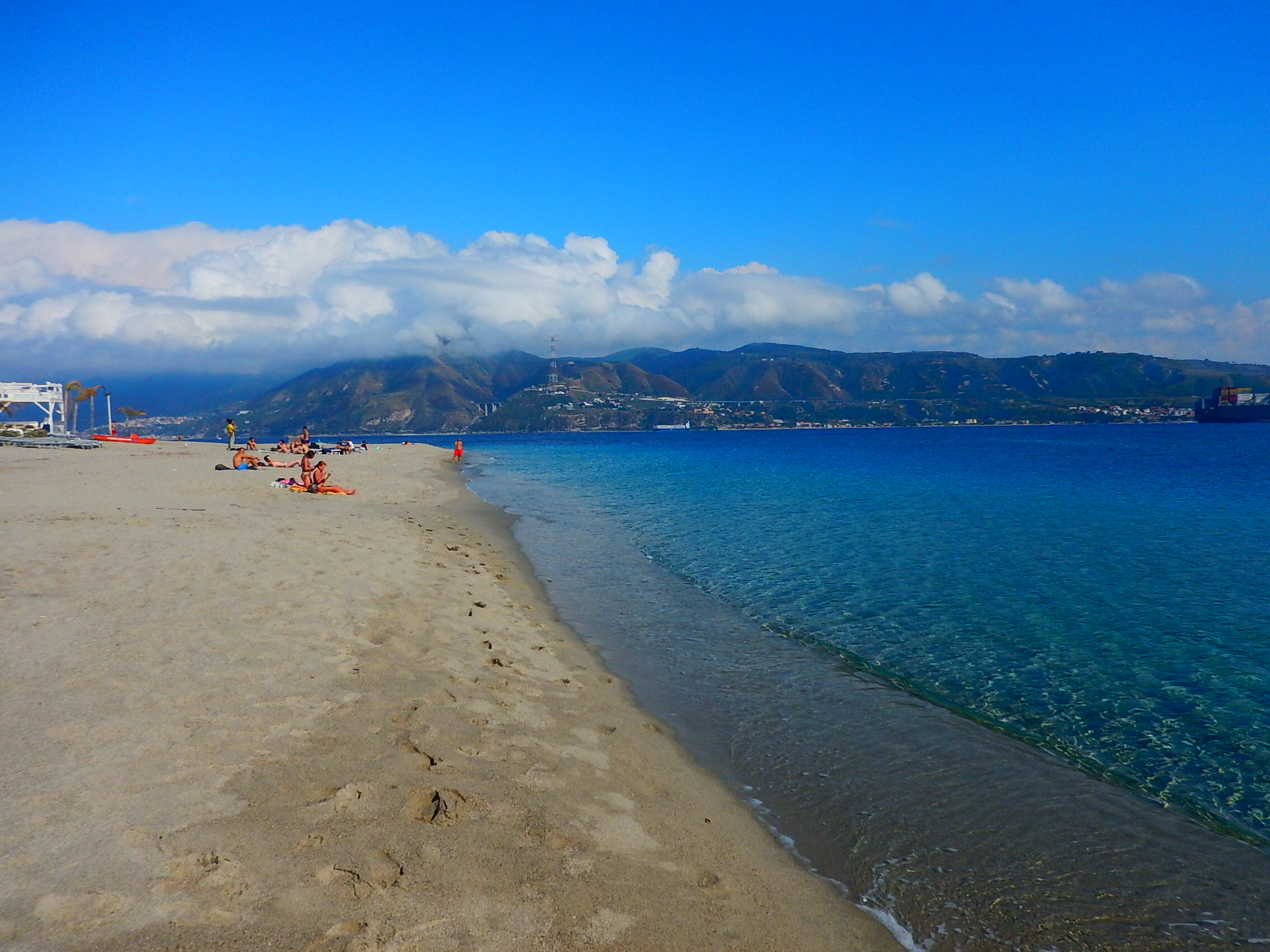
從墨西拿的Torre Faro村看到的是希臘神話中墨西拿海峽，Scylla和Charybdis海峽最近的景點

## 交通

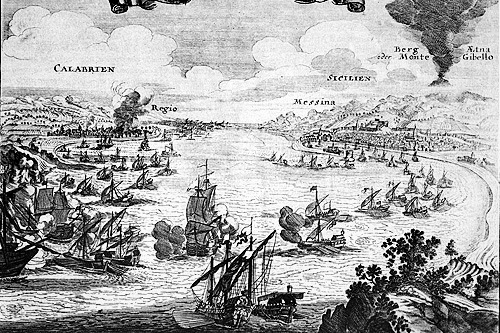
舊式的海峽景像

轮渡往返于墨西拿和卡拉布里亚的维拉圣焦万尼。在墨西拿和雷焦卡拉布里亚（Reggio Calabria）之间还有水翼船服务。

## 穿过海峡的高压电线路
1957年在墨西拿海峡之间架设了220千伏的高架电线。其高压电线架是世界最高的之一。电线后来被海底电缆替代，但高压电线架被保留下来，并因其纪念意义受到保护。

## 大桥计划
在过去的几十年间不断有人提出计划在墨西拿海峡上建造大桥以连接西西里和意大利内陆，但是由于经济原因和该地区属地震高发地带计划始终难以实施。
2005年10月13日意大利议会批准了贝卢斯科尼政府和意大利建筑商Impregilo之间的一项大桥建筑合同。如果大桥建成它将是世界最大的单拱悬索桥，单拱跨度3300米。工程将于2006年开工，计划于2012年完工，工程造价预计将达到60亿欧元。

## 候鸟迁徙的集中地
每年四五月间都有多达三万只左右的隼鸟和鹳鸟从北欧的繁殖地飞过墨西拿海峡。直到20世纪90年代在海峡两岸还有很多非法捕鸟现象。经过自然保护者和意大利森林警察的多年努力，到今天已经基本杜绝了对候鸟的非法捕猎。